# Musées d'art et d'histoire de Genève
Les Musées d'art et d'histoire de Genève est un réseau de musées situés à Genève, en Suisse, composé du Musée d'art et d'histoire, du Cabinet d'arts graphiques, de la Bibliothèque d'art et d'archéologie, du Musée Rath et enfin de la Maison Tavel.

## Musée d'art et d'histoire (MAH)
Inauguré en 1910, le Musée d’art et d’histoire figure parmi les trois plus grands musées de Suisse, ensemble avec Bâle et Zurich. Fruit de la réunion de plusieurs fonds muséaux régionaux, de dons de collectionneurs, de fondations et de citoyens, il abrite des œuvres majeures et des séries uniques qui font de lui une institution de référence internationale.

## Musée Rath
Ouvert au public en 1826 grâce à la générosité des sœurs Rath, il fut le premier musée des beaux-arts de Suisse, conçu dès son origine comme «un temple des muses» pour accueillir et exposer des œuvres, mais pas le premier musée d'art public du pays (celui-ci se trouvant dans la ville de Bâle). Situé sur la place Neuve, il accueille les expositions temporaires des Musées d’art et d’histoire deux à trois fois par an.

## Cabinet d'arts graphiques (CDAG)
La collection d’œuvres sur papier du Cabinet d’arts graphiques du Musée d’art et d’histoire compte parmi les plus importantes d’Europe. Parmi ses fonds exceptionnels, le CDAG conserve l’une des plus grandes collections d’œuvres de Jean-Étienne Liotard et l’un des plus grands fonds de dessins de Ferdinand Hodler. On y trouve aussi des gravures de Giovanni Battista Piranesi et Francesco Piranesi. 

## Maison Tavel
Demeure historique classée, située au cœur de la Vieille-Ville, la Maison Tavel est la plus ancienne habitation privée conservée à Genève et représente un témoignage de l’architecture civile médiévale. Transformée en musée en 1986, elle offre la possibilité de découvrir l’évolution urbaine de la cité, ainsi que différents aspects de la vie passée de ses habitants. Elle abrite le Relief Magnin, une grande maquette de la ville, avant la démolition des fortifications de Genève en 1850.

## Bibliothèque d'art et d'archéologie (BAA)
Il s'agit de la plus grande bibliothèque d’art en Suisse. Elle contient dans ses réserves une grande variété d’ouvrages en lien avec toutes les activités du musée d’art et d’histoire : histoire de l’art, arts appliqués, archéologie. Ses rayons comprennent également des fonds documentaires, des catalogues d’exposition et de musées, ainsi que des livres d’artistes et une vaste collection de livres anciens. Ces dernières années, elle a réalisé un important travail de numérisation afin de permettre de retrouver en ligne la documentation relative aux collections. 